# 229明天見
《229明天见》（英語：29th February），新传媒电视（新传媒）私人有限公司制作的时空穿越推理电视剧，由王沺裁、叶全真、洪凌、冯伟衷、张钧淯、周智慧领衔主演。此剧为台湾演员叶全真继2002年的《天使的诱惑》后睽违16年再度接演新加坡剧集 ，亦是王沺裁在约满后首度以自由身接拍剧集。

## 播出时间

### 首播
| 频道        | 所在地   | 播放日期     | 首播時间                 |
| ----------- | -------- | ------------ | ------------------------ |
| 新传媒8頻道 | 新加坡   | 2018年9月3日 | 星期一至五 21:00 - 22:00 |
| Astro AEC   | 马来西亚 | 2018年9月3日 | 星期一至五 20:30 - 21:30 |

## 故事概要
如果你每一天过着重复的日子，你会怎么做？
2月29日早上6时59分，"碰"的一声，叶家的全家福从墙上滑落，叶正方（王沺裁 饰演）从睡梦中惊醒。妻子黄淑君（叶全真 饰演）在收拾玻璃碎片的时候割伤手指，然而淑君对正方的关心不理睬。原来淑君看到正方手机里的暧昧简讯而与他争吵，更与他冷战了一整天。正方对于暧昧简讯一头雾水，为了让淑君消气，他特地到小贩中心买淑君爱吃的食物。正方走出家门，看见一个有刺青的流氓在家门口前在乱丢垃圾，却对他敢怒不敢言。正方在经过公园时遇见一对母女正在寻找一个装有钱的白信封，小女孩的母亲上前询问正方，正方以为她们是骗子而随便敷衍她们。到了小贩中心后，正方以五十大钞购买食物，但是小贩没有小钞可以找钱而让他赊账。在回家途中，正方遇见了小学同学赵华建，华建向正方借钱，正方随便敷衍他后便把他打发。回到家后，正方原打算哄回淑君，却没想到令淑君更生气。无可奈何之下，正方只好把结婚周年庆礼物放在桌上以表诚意。
淑君到骨灰塔拜祭好友罗天佑（陈一熙 饰演），淑君在天佑面前向他诉苦。后来淑君到了小贩中心，看见一个清洁阿姨饿得只能吃客人吃剩的面，于是决定给她一些钱帮助她。后来淑君发现华建偷钱，她马上上前去追，却反被华建推倒受伤。正方在前往见客户的途中被前上司谢光明（陈泰铭 饰演）泼煤油而差点被烧死。正方回家换衣服的时候再度和淑君吵了一架，原来淑君收到了"小三"的示威简讯。下班后，正方在前往酒吧寻找昨日跟他借电话的女人途中被秋莲要求载她去医院，唯正方拒绝了他。
当天傍晚，他们的儿子知新（冯伟衷 饰演）回家时发现淑君心脏病爆发，连忙将她送入医院急救。正方赶到医院后和知新在急救室等待消息，知新怪正方外遇才会导致淑君心脏病爆发。正方在等待消息时发现女儿知慧（洪凌 饰演）遇上车祸，被货车撞倒昏迷而被紧急送院，而淑君最终抢救无效，在下午6时58分逝世。正方筋疲力尽，心力交瘁，靠墙呆坐，渐渐进入梦乡，突然听到一声尖锐巨响。沉睡中的正方被这声巨响惊醒，猛地睁开双眼。正方赫然发现自己回到了2月29日的那一天！
正方震惊愕然，他以为昨天所发生的一切都是梦，但是他发现所有事情都一模一样。他不敢相信这又是重复的一天，一切又从头开始……正方每天过着同样的日子，后来他发现，不管他救妻子还是女儿，等到明天太阳升起，一切又打回原形。渐渐地，正方发现家庭成员也同样被困在2月29日的那一天！后来，正方发现他在当天所遇到的每一个人、每一件事都和他们困在2月29日有关联！叶家每一个人，心里各自有着一个秘密，他们都曾经犯错，造成了无法弥补的遗憾……
这重复的一天，之前看似惩罚，可是现在又好像是一种恩赐，让这一家人有机会好好相处最后的时光。可是一个没有明天的日子也慢慢变得没有意义…每个人都渴望拥有美好的明天，可是如果你被困在今天，你会怎么做呢？　

## 角色简介
| 演员   | 角色   | 介绍 |
| 王沺裁 | 叶正方 | 淑君的丈夫，知新的继父、知慧的父亲，天佑的好友。地产投资公司的高级经理，源华的上司，凡事讲理不讲情，也因此得罪不少人。虽然深爱着淑君和孩子们，但是总觉得淑君最爱的人不是自己。在陷入2月29日每日轮回之后尝试救回淑君和知慧，但却屡屡失败，虽成功避免知慧即将发生的车祸意外，但却改变不了淑君因心脏病爆发而逝世的事实。后来为了让知新相信时空轮回而告诉他真相而意外导致他也跟着被困在2月29日。多年前看见天佑溺水却为了得到淑君而一时犹豫而来不及解救导致天佑溺毙。                                                                                      |
| 叶全真 | 黄淑君 | 正方的妻子，知新、知慧的母亲，天佑的前妻，在天佑去世后才改嫁给正方。家庭主妇，对她而言没有什么事情比家人更重要。她心中有着一个重大的秘密，没有任何人知道。在2月29日早晨发现正方手机有着暧昧简讯而误以为他有外遇，因此和她赌气一整天，后在当天傍晚心脏病爆发而逝世，但每当正方听到自己的死讯之后又会回到当天早晨而再次复活。后来因意外听见正方和知新的谈话而得知两人被困在2月29日，自己也因为相信他们的话而被困在2月29日。她在多年前和天佑结婚曾经怀孕但因一时疏忽而流产，于是在天佑死后决定留下他的精子在和正方结婚后进行人工受孕才诞下知新。         |
| 冯伟衷 | 叶知新 | 天佑、淑君的儿子，知慧的同母异父哥哥，伟雄的好友。他是一名聪明机智、反应快、有点小心机的财务规划员。因正方所预言的事情全都发生而相信他被困在2月29日不断重复，没想到自己也因为相信正方所说的话而跟着被困在2月29日。在陷入重复时空后就开始与正方企图拯救淑君和知慧，后来发现只要不听到淑君的死讯就可以不必马上回到2月29日当天早晨，以为可以脱困但后来还是选择放弃。在与霜影邂逅之后便利用重复时空的优势不断变了很多花招来追求她，可惜她始终无动于衷。多年前曾欺负同学义辉，后得知义辉坠楼逝世误以为他是自杀而感到愧疚，但其实义辉的死只是意外并非自杀。 |
| 洪凌   | 叶知慧 | 正方、淑君的女儿，知新的同母异父妹妹，伟雄的暗恋对象。她是一位漂亮大方，外柔内刚的大学三年级学生。在2月29日当天，她在去看演唱会途中为了捡手机而被货车撞倒，陷入昏迷。后来因相信知新所说的话而被困在2月29日。在陷入重复时空后才发现Leon的真面目而与他分手，并发现伟雄喜欢自己。原本对伟雄没有感觉，但后来因为他不断守护着自甚至愿意牺牲自己来救她而被他感动，后决定和他在一起，哪怕明天一觉醒来伟雄就会忘了一切。多年前曾没告知朋友June有危险而导致她意外毁容。                                                                                        |
| 张钧淯 | 吴伟雄 | 知新的好友，霜影的邻居。他是一名不计较钱财的二手装修商，也兼职当侍应者。他讲义气，知道知新保单不达标而介绍霜影给他。他暗恋着知慧却不敢跟她告白，选择默默守护在她身边。后来他被知新叫去保护知慧，在重复时空里曾经数度为了救知慧而被货车撞倒。 |
| 周智慧 | 唐霜影 | 伟雄的邻居。她是一个性格刚毅，善良有爱心，肯吃苦，严己宽人的好女孩。2月29日是她人生的转涙点。她的父母在少年时早逝，后来她被邻居抚养长大。她被伟雄介绍给知新买保单，后来被知新追求。后来选择留在2月29日。 |
| 陈泰铭 | 谢光明 | 秋莲的儿子，正方的前上司。他性格冲动小气，不懂感恩，还恩将仇报。被正方发现自己收取客户的贿赂并被他告发而怀恨在心，其实正方还没有告发他。他自认自己带正方入行，是他的恩人，认为他忘恩负义。他和母亲的感情不好，因母亲秋莲以前常常赌博，甚至吸毒，后来被正方开导才和母亲和好。在2月29日泼正方煤油原打算同归于尽但失败，后来跳楼自杀逝世。但后来被正方拯救而没事，反陷害正方被開除。 |
| 陈一熙 | 罗天佑 | 老罗的儿子，正方的好友，淑君的第一任丈夫兼亡夫，知新的亲生父亲。他性格爽朗，好动，没心机，对朋友热情。他和正方同时喜欢上了淑君，然而当时淑君选择了自己，导致正方妒忌。他在1992年3月6日在海边溺水，当时正方因一时犹豫而来不及救他而溺毙。 |

## 演员阵容

### 叶家
| 演员           | 角色   | 介绍 |
| 饒新豪（年輕） | 叶正方 | 血型AB 黄淑君之夫 叶知新继父 叶知慧之父 罗天佑之好友 Alex之下属 郑源华之上司 赵华建之小学同学                                                                                                   |
| 王沺裁         | 叶正方 | 血型AB 黄淑君之夫 叶知新继父 叶知慧之父 罗天佑之好友 Alex之下属 郑源华之上司 赵华建之小学同学                                                                                                   |
| 林偉勝(替身)   | 叶正方 | 血型AB 黄淑君之夫 叶知新继父 叶知慧之父 罗天佑之好友 Alex之下属 郑源华之上司 赵华建之小学同学                                                                                                   |
| 叶全真         | 黄淑君 | 叶正方之妻 叶知新、叶知慧之母 罗天佑之前妻 因为对天佑的愧疚而利用天佑的冷冻精子怀孕并诞下叶知新                                                                                                 |
| 楊峻毅（童年） | 叶知新 | Ryan 血型O- 黄淑君，羅天佑之子 叶正方继子，於第17集得知 叶知慧同母异父之哥哥 吴伟雄之好友 老罗、秋娥之親生孫子 为其母黄淑君利用前亡夫天佑冷冻精子怀孕产下的 追求唐霜影，后为其男友 Kelvin之情敌 |
| 冯伟衷         | 叶知新 | Ryan 血型O- 黄淑君，羅天佑之子 叶正方继子，於第17集得知 叶知慧同母异父之哥哥 吴伟雄之好友 老罗、秋娥之親生孫子 为其母黄淑君利用前亡夫天佑冷冻精子怀孕产下的 追求唐霜影，后为其男友 Kelvin之情敌 |
| 洪凌           | 叶知慧 | 叶正方、黄淑君之女 叶知新同母异父之妹妹 Leon之女友，后分手 吴伟雄之暗恋对象，后为其女友 |
|                | 小飛俠 | 葉家寵物狗 被玻璃砸傷而死去 |

### 羅家
| 演员   | 角色   | 介绍 |
| 严丙量 | 老罗   | 罗叔、阿罗、Rojak 秋娥之夫 罗天佑之父 叶知新之亲生爷爷 唐霜影之养父 被困于2月29日，并得知脱困的方法，但因秋娥唯有在2月29日记起他而选择留在2月29日 于第13集得知叶知新被困于2月29日 于第14集告诉叶家脱困2月29日的方法 于第15集因秋娥而原谅黄淑君及叶正方，也向秋娥說出二十年前拋棄秋娥母親間接令其車禍死去的秘密 于第16集成功脱困 於第20集回到3月1日    |
| 謝芝炫 | 秋娥   | 老羅之妻子 羅天佑之母親 葉知新之親生奶奶 唐霜影之養母 於第15集原諒葉正方 於2月29日至5月20日間逝世 于第20集因叶正方改变历史而导致时光倒流至3月1日而复活 |
| 陈一熙 | 罗天佑 | 生日為1966年8月3日 老罗、秋娥之儿子 叶知新之亲生父亲 叶正方之好友 黄淑君之第一任丈夫兼亡夫 於1992年3月6日在海边溺水，因叶正方见死不救，將淑君託付於其後溺死 |
| 周智慧 | 唐霜影 | 唐小姐 叶知新、Kelvin之追求对象 老罗、秋娥之养女 吴伟雄之邻居，并被其介绍予叶知新购买保险 兒童院員工 于第2集认识叶知新，并被其误会插队而不欢而散 于第8集开始被叶知新追求 于第11集误以为叶知新不怀好意 于第15集因相信叶知新的话而被困在2月29日 于第18集从黄淑君那儿得知脱困的方法，但放弃脱困 於第19集向葉知新坦白其12歲間接令其生母車禍死去而接受脫困 |

### 公司集團
| 演员   | 角色     | 介绍 |
| 盧冠耀 | Alex     | 大老闆 葉正方、謝光明、鄭源華之上司 |
| 陈泰铭 | 谢光明   | 秋莲之子，与其反目，于第10集被叶正方和解 曾在十多年前離婚 叶正方前上司，并不满其 因受贿被叶正方发现而被其举报 于第9、11集跳楼自杀逝世，后因重复时空而复活 于第10集得知叶正方没有告发其，并与其和好，後因重複時空恢復不滿關係 于第16集得知他还是在该公司上班并且已将贿赂的事情嫁祸给叶正方，使其受開除，并遭其恶作剧 於第19集被Alex解僱，並答應不報警 |
| 钟坤华 | 郑源华   | 血型O 叶正方之下属 Moon之情夫 因不满叶正方在聘评估报告上给他低分数而导致自己拿不到花红而指使Moon破坏叶正方以及黄淑君之感情 于第6集被叶正方发现是指使Moon破坏其与黄淑君感情的幕后黑手 於第16集轉為謝光明下屬，與其陷害葉正方，遭正方惡作劇 於第17集被滑板車撞倒而昏迷不醒 於第19集被忠勇替代職位                                                      |
| 林文強 | 忠勇     | 葉正方之下屬 於第19集替代鄭源華助理職位 |
| 薛素麗 | Irene    | Alex、葉正方之下屬 |
| 陸瑋傑 | 蔡經理   | |
| 煒婷   | 經理     | |
| 謝恩榮 | 吳經理   | |
| 陳文盛 | 保安人員 | |
| 周德來 | 保安人員 | |

### 其他演员
| 演员                         | 角色                   | 介绍 |
| 张钧淯                       | 吴伟雄                 | 叶知新之好友 唐霜影之邻居 暗恋叶知慧，后为其男友 于第6集被叶知新要求其保护叶知慧 于第7集为救叶知慧而被货车撞倒陷入昏迷，后因2月29日重复轮回而复活 於第11集因保护叶知慧而失去侍应副职，但因時空重複而复职 于第12集救了差点被货车撞倒的叶知慧 于第15集为救叶知慧而再度被货车撞倒，間接使其撞傷腦幹而產生後遺症 于第16集得知这三个月他都在贴文寻人启事，并在5月20重新遇回知新和知慧 名字諧音無尾熊 |
| 吴开深                       | 赵华建                 | 美芬之夫 赵婉丽之父 叶正方之小学同学 撞倒叶知慧之司机 挪用趙婉麗的學校籌款金 受恐怖分子利用，于2月29日在Q&A演唱会现场进行恐怖袭击 于第1集遇见叶正方而向其借钱 于第1集偷妇人的钱包时被黄淑君发现，并推了黄淑君导致她受伤 于第1集因超速行驶而撞倒叶知慧导致其陷入昏迷 于第15集因超速驾驶而撞倒吴伟雄，去演唱會造成恐怖襲擊後被警方擊斃 於第19集被葉正方、知新制止其恐襲行動 货车GBF6720D之司机    |
| 林诗                         | Moon                   | 郑源华之情妇 被郑源华指使陷害叶正方，并离间其与黄淑君的感情 于第1集被郑源华指使发送暧昧简讯予叶正方和发送挑衅简讯予黄淑君借此离间他们的感情 于第4集被叶正方发现其身份，并被其跟踪 于第6集被叶正方跟踪而导致其发现郑源华为幕后黑手 |
| 颜资恒                       | Leon                   | 金姓 Lion King 叶知慧之男友，后分手 May之男友 于第7集被叶知慧发现劈腿 于第8集与叶知慧分手 |
| 朱秀凤                       | 秋莲                   | 谢光明之母，与其反目，于第10集被叶正方和解 因嗜賭被高利貸追債後當清洁工人 于第1集要求叶正方载自己去爱德医院但被其拒绝 于第4集要求叶正方载自己去爱德医院，后其终答应 |
| 林俐廷                       | 美芬                   | 赵华建之妻 赵婉丽之母 和美芬在公园里找遗失的钱 与女儿婉丽住在货车内，於第16集流浪於外 於第17集受葉正方資助 |
| 苏怡妃                       | 赵婉丽                 | 赵华建、美芬之女 因遗失装着为学校筹款装有钱的白信封而与母亲在公园里寻找 与母亲美芬住在货车内，於第16集流浪於外 |
| 陈志强                       | Uncle Tay              | 小贩摊主 |
| 張翠纓                       | 安娣苏                 | 义辉之母 小贩摊主 於第15集知情後原諒葉知新 |
| 蕭靖親                       | 韓美琳                 | 韓小姐 龍高投資之負責人 於第1集對葉正方的外在和表現感到不滿 於第4集滿意且成交，並佩服其不顧外在的形象 |
| 鄭玲                         | 投資代表               | 韓美玲之投資代表 |
| 鄭美雲                       | 投資代表               | 韓美玲之投資代表 |
| 蔡韻君                       | Kim                    | 被趙華健偷去錢包的婦女 |
| 林偉德                       | 阿漢                   | |
| 陳南松                       | 蔡文泉                 | 老蔡 醫生 |
| 林燦傑                       | 老漢                   | |
| 梁人中                       | 男子                   | |
| 許睿亨                       | Tom                    | |
| 王虢宏                       | 酒樓侍者               | |
| 饶梓杰                       | Kelvin                 | 擅長保齡球 唐霜影之追求者 叶知新之情敌 对唐霜影不怀好意，於第19集被葉知新揭發 |
| 黎格欣                       | May                    | Leon之女友，并不知道他劈腿 叶知慧之情敌 喜欢Q&A |
| 林惠貞                       | Jane                   | 孕妇 子昂、娜娜之母 因买不起食物而决定偷东西 于第10集拒绝叶正方及黄淑君给予的补品 于第12集在超市偷东西而被送往警察局 于第13集因重复时空而得到叶正方及黄淑君的帮助，因此没有到超市偷窃 |
| 朱哲伟                       | 阿Q                    | Q&A主唱 叶知慧之偶像 于第10集邀请叶知慧观看演唱会 |
| 卢磊                         | Eric                   | 吴伟雄工作之酒店的顾客 在泳池里非礼叶知慧 在鸡尾酒里放石头想借此赖账 于第11集与叶知慧及吴伟雄起争执而导致吴伟雄被开除 于第12集重复时空而被叶知慧录下偷放石头在鸡尾酒里的过程 |
| 陳天祥                       | 文叔                   | 阿文 蔡德龙之父，與其反目 于第13集逝世（2月29日），后因重复时空而复活 |
| 包尚澤                       | 蔡德龙                 | 男扮女裝 文叔之子，與其反目 于第13集前往见文叔最后一面 |
| 雲秀蓮                       | 阿好                   | 文叔之鄰居 |
| 刘龙伟                       | Tan Peng Siam (Mr.Tan) | Woon、Emma之雇主，并虐待她们 于第11集间接导致Emma跳楼自杀，并伪装成其抹窗意外坠楼 于第13集被叶正方及黄淑君举报虐待女佣而被逮捕 |
| Ebron Aileen Jennifer Guinto | Woon                   | Tan Peng Siam之女佣，並被其虐待 Emma之工作伙伴，約滿將被其頂替 于第12集向叶正方和黄淑君告知Emma坠楼的真相 於第13集因叶正方及黄淑君举报其雇主而與Emma被警方解救 |
| Nuriryani Bte Liman          | Emma(烏瑪)             | Tan Peng Siam之新女佣，并被其虐待 Woon之工作夥伴，備將其頂替 于第11集因不堪被雇主虐待而跳楼自杀，并被其伪装成意外 于第13集因重复时空而复活，并因叶正方及黄淑君举报其雇主而與Woon被警方解救 |
| 李晉延                       | 小文                   | |
| 朱昱臻                       | Eileen                 | 唐霜影的助手 |
| 翁沁慧                       | June                   | 叶知慧之朋友 因叶知慧没告知危险而意外毁容，后决定接受整容手术去除脸上的疤痕 于第15集接受叶知慧的道歉并邀请其参加自己的婚礼 |
| 何各彬                       | 子昂                   | Jane之子 |
| 何欣亭                       | 娜娜                   | Jane之女 |
| 歐宗強                       | 監考老師               | |
| 陳惠苓                       | 監考助手               | |
| 梁家豪                       | 孫教授                 | 黃淑君之友 |
| 顏順達                       | 男警                   | 逮捕Mr.Tan之警員 |
| 方寶釧                       | 櫃檯人員               | 兒童院櫃檯人員 |
| 陳秋虹                       | 春香                   | |
| 陳凱軒                       | 學童                   | 兒童院兒童 |
| 梁其誠                       | 學童                   | 兒童院兒童 |
| 關鼎衡                       | 學童                   | 兒童院兒童 |
| 李瑋倚                       | 學童                   | 兒童院兒童 |
| 李旻芯                       | 學童                   | 兒童院兒童 |
| 陳峻賀                       | 義輝                   | 安娣蘇之子 小學時期被葉知新等人侮辱而轉校，半年後因做家務而意外墜樓死去 已逝世 |
| 黃盅藝                       | 同學(第15集)           | 葉知新小學朋友 侮辱義輝 |
| 卓康磊                       | 同學(第15集)           | 葉知新小學朋友 侮辱義輝 |
| 王嘉翊                       | 張醫生                 | |
| 鄭建龍                       | 醫護人員               | |
| 黎保材                       | 醫護人員               | |
| 江慧恩                       | 妻子(第17集)           | 因趙華建恐襲事件而譴責美芬，並霸凌其，被葉正方阻止 |
| 盧桂俊                       | 丈夫(第17集)           | 因趙華建恐襲事件而譴責美芬，並霸凌其，被葉正方阻止 |
| 倪儷瑄                       | 護士(第17集)           | |
| 林思好                       | 護士(第17集)           | |
| 陳美璇                       | 王護士                 | |
| 林偉文                       | 朱有光                 | 老闆、畫畫的 畫家 知道「一日囚」 於第18集教導葉正方、知新來去2月29日的方法、並導入兩人回到2月29日，但失敗 |
| 張佩佩                       | 王小姐                 | |
| 鄭淑瑩                       | 女乘客(第18集)         | |
| 卓漢隆                       | 保安(第20集)           | |
| 楊文通                       | 保安(第20集)           | |
| 黃俊傑                       | 恐怖份子               | 企圖對Q&A演唱會造成恐襲 於第20集被制伏 |
| 謝明華                       | 警察(第20集)           | |
| 林稚瑛                       | 8頻道新聞主播          | 客串 |
| 楊振華                       | 8頻道新聞主播          | 客串 |
| 呂霖軒                       | 8頻道新聞主播          | 客串 |

## 轶事
- 此剧为王沺裁告别之作[3]（及後於2020年拍攝《男神不敗》）， 也是冯伟衷过世之前最后的8頻道電視劇。
- 此剧为新加坡首部以时空轮回的题材所制作的电视剧。[4]
- 此剧为叶全真首次与王沺裁、冯伟衷、洪凌合作。[5]
- 此剧为周智慧首次演出电视剧。[6]
- 以2月29日為星期一來猜測的話，本劇敘述的年份概為2016年（葉知新出生於生父羅天佑死(1992年)後的兩年），因2016年前一次2月29日的星期一為1988年、下一次為2044年。

### 與真實相違之處
- 劇情強調葉正方和黃淑君2月29日結婚已有24週年，以2016年的角度來看，24年前為1992年，羅天佑死忌為1992年3月6日，當時黃淑君還是羅天佑的妻子、與葉正方還是朋友關係。
- 第16集，主角等人從2月29日穿越至約三個月後的時空（5月20日），葉知新的手機所展示吳偉雄的訊息日期年份含有「2018」字眼。（2018年非閏年）
- 以該年份為2016年來看的話，第17集的電腦出現2017年的資料。

## 奖项
| 奖项                        | 奖项     | 奖项   | 奖项 |
| 颁奖典礼                    | 奖项     | 入围者 | 结果 |
| --------------------------- | -------- | ------ | ---- |
| 红星大奖2019-专业奖项颁奖礼 | 最佳剧本 | 刘清盆 | 獲獎 |

## 电视节目的变迁
| 新加坡 新傳媒8頻道 星期一至五 21:00 - 22:00 | 新加坡 新傳媒8頻道 星期一至五 21:00 - 22:00                              | 新加坡 新傳媒8頻道 星期一至五 21:00 - 22:00        |
| ------------------------------------------- | ------------------------------------------------------------------------ | -------------------------------------------------- |
|                                             | 229明天见 （2018.09.03 - 2018.09.28）                                    |                                                    |
| 西瓜甜不甜 （2018.08.06 - 2018.08.31）      | 祖先保佑II （2018.10.01 - 2018.10.26）                                   |                                                    |
| 星期一至五 17:30 - 18:30(重播)              |                                                                          |                                                    |
| 天之骄子 （2019.08.29 - 2019.09.25）        | 229明天见 （2019.09.26 - 2019.10.23）                                    | 祖先保佑II （2019.10.24 - 2019.11.20）             |
| 星期六至日 16:30 - 18:30(重播两集)          |                                                                          |                                                    |
| 西瓜甜不甜 （2021.06.13 - 2021.07.17）      | 229明天见 （2021.07.18 - 2021.08.22）（2021.08.21 国庆庆典2021停播一集） | 谢谢你出现在我的行程里 （2021.08.22 - 2021.10.09 ) |

| 马来西亚 Astro AEC 星期一至五 20:30 - 21:30 | 马来西亚 Astro AEC 星期一至五 20:30 - 21:30 | 马来西亚 Astro AEC 星期一至五 20:30 - 21:30 |
| ------------------------------------------- | ------------------------------------------- | ------------------------------------------- |
|                                             | 229明天见 （2018.09.03 - 2018.09.28）       |                                             |
| 西瓜甜不甜 （2018.08.06 - 2018.08.31）      | 祖先保佑II （2018.10.01 - 2018.10.26）      |                                             |

## 注明
1. ↑  .   [2018-09-13]. （原始内容存档于2018-09-13）.
2. ↑  .   [2018-09-10]. （原始内容存档于2018-09-10）.
3. ↑  .   [2018-09-10]. （原始内容存档于2018-09-10）.
4. ↑  .   [2018-09-10]. （原始内容存档于2019-02-15）.
5. ↑  .   [2018-09-10]. （原始内容存档于2018-09-10）.
6. ↑  .   [2018-09-10]. （原始内容存档于2018-10-24）.